# Violette Athletic Club
Maillots
Actualités
Dernière mise à jour : 13 mars 2021.
Le Violette Athletic Club est un club haïtien de football, fondé le 15 mai 1918, à Port-au-Prince.
Doyen des clubs haïtiens, il entretient une grande rivalité avec le Racing Club haïtien, duel qui est en fait un derby qui fait office de véritable classique du football haïtien.

## Histoire
Au cours du XXe siècle, le Violette AC est sacré à six reprises champion d'Haïti en 1939, 1957, 1968, 1983, 1995 et 1999. Il remporte aussi la Coupe d'Haïti en 1939 et 1951. Mais son plus haut fait d'armes reste la victoire en Coupe des champions de la CONCACAF, sous la direction de Charles Vorbe, lors de l'édition 1984.
Relégué à l'issue de la saison 2016, le club s'octroie le championnat de deuxième division deux ans plus tard, qui plus est l'année de son centenaire, ce qui lui permet de faire son retour dans l'élite dès 2019. Il revient au premier plan en remportant son septième titre national en 2020-2021 (série d'ouverture).

### La confusion du titre en 2021
Ce dernier titre est acquis dans la controverse. Lors de la rencontre aller de la finale nationale au Centre FIFA GOAL de Croix-des-Bouquets entre le Violette AC et le Arcahaie FC, des bagarres entre joueurs faisant plusieurs blessés, notamment du côté de l'Arcahaie FC, émaillent cette partie avant que des invectives ne soient lancées de part et d'autre dans les médias après la rencontre.
Pour cette phase retour de la finale nationale, à la suite d'une altercation entre Samuel Mardochée Pompé du Violette et son adversaire de l’Arcahaie, Olnick Alezy. Wilson Tilus, arbitre de la rencontre, décerne alors un carton rouge à chacun des deux joueurs à la vingt-huitième minute et c'est alors que les pierres et les bouteilles pleuvent sur le terrain avant que des balles réelles ne se fassent entendre dans l'enceinte, accompagnées de gaz lacrymogène, contraignant à l'interruption de la rencontre. L'entraîneur du Violette fait quant à lui aussi partie des belligérants puisqu'il lance une chaise sur un supporter de l'équipe locale.
Le bilan officiel fait état de deux décès, bien que des sources journalistiques avancent le nombre de cinq, et de nombreux blessés. La fédération haïtienne de football réagit en soirée par l'intermédiaire de son secrétaire général afin d'appeler au calme et condamner les actes de violence, tout en saisissant la Commission d’Organisation du Championnat Haïtien de Football Professionnel (COCHAFOP) pour faire la lumière sur cet événement tragique. Malheureusement, ces incidents sont récurrents dans le championnat haïtien, fréquemment confronté à des violences sur le terrain comme dans les tribunes tel que lors d'une rencontre entre Don Bosco et le Violette en saison régulière quelques semaines plus tôt. Le déroulement de cette finale laisse des traces au pays en plus de ternir l'image du football haïtien à l'international,.
Quelques jours après la finale retour, le 15 janvier, la COCHAFOP déclare le Violette AC champion en lui donnant la victoire sur tapis vert au retour, amenant ainsi à un score cumulé de 5-1 Néanmoins, les réactions à cette décision ne se font pas attendre, particulièrement l'Arcahaie FC qui se sent lésé et pointé du doigt comme le seul coupable des événements. L'Arcahaie FC dépose naturellement un recours et obtient gain de cause le 5 février quand la commission de recours de la fédération ordonne la tenue d'une nouvelle finale retour sur terrain neutre et à huis clos qui est programmée pour le 24 février au Parc Bayas de Mirebalais, dans le centre du pays,. Si Arcahaie menace de ne pas se présenter pour cette nouvelle rencontre en protestation contre des sanctions jugées disproportionnées à leur encontre et trop légères envers le Violette AC, l'équipe participe finalement au match retour de la finale nationale qui se déroule dans le calme et voit le Violette AC remporter son septième titre, un premier depuis 1999.

## Palmarès
| Compétitions nationales | Compétitions internationales |
| - Championnat d'Haïti (7) - Champion : 1939, 1957, 1968, 1983, 1995, 1999, 2020-2021 (Ouv). - Championnat d'Haïti D2 (1) - Champion : 2018. - Coupe d'Haïti (2) - Vainqueur : 1939, 1951. | - Coupe des clubs champions de la CONCACAF (1) - Vainqueur : 1984. - Championnat des clubs caribéens de la CONCACAF (1) - Vainqueur : 2022. |

## Personnalités historiques du club

### Entraîneurs
| - Antoine Tassy - Charles Vorbe - Philippe Vorbe - Jean-Joseph Mathelier, (2009-2010) - Kénel Thomas (2012-2013) | - Georges Emmanuel (2013) - Rudy Brugman (2014) - Gérald Beauvais (2015) - Georges Emmanuel (2016) - Rony Atimy (2016-...) |